# 第一次刚果战争
第一次刚果战争，是1996年至1997年发生在扎伊尔共和国的一场内战，战争的结果为时任扎伊尔总统蒙博托·塞塞·塞科领导的政权被卢旺达和乌干达等国外势力支持的反叛军推翻。叛军首领卡比拉自立为总统，并将一度改名为扎伊尔共和国的刚果民主共和国恢复原名。
该次战争为紧随而来的1998年8月2日开始的第二次刚果战争埋下了伏笔。